# Italiaans landschap (Nicolaes Berchem)
Italiaans landschap is een schilderij van Nicolaes Berchem in het Rijksmuseum in Amsterdam.

## Voorstelling
Het stelt een bergachtig landschap voor met herders en vee langs de waterkant. Op de voorgrond zijn twee rustende figuren te zien met daarachter koeien die voortgedreven worden door een man op een ezel. Op de achtergrond is een brug te zien met daarop enkele beesten en figuren. Verder is op een van de bergen een kasteel met torens herkenbaar.
De voorstelling is duidelijk op Italië geïnspireerd. Van de schilder Nicolaes Berchem wordt vermoed dat hij tussen 1651 en 1655 in Italië verbleef. Bewijs hiervoor ontbreekt echter. Wel ontwikkelende Berchem zich tot een van de productiefste Italianisanten in de Noordelijke Nederlanden. Berchems Italiaans landschap, dat op klein formaat koperen plaat werd geschilderd, werd in het verleden geroemd als ‘een der fijnste en krachtigste van dezen Meester’.

## Toeschrijving
Het schilderij is rechtsonder gesigneerd ‘Berchem’.

## Herkomst
Het werk is afkomstig uit de verzameling van de Rotterdamse verzamelaar Gerrit van der Pot. Van der Pot zou het werk voor 585 frank gekocht hebben op de verkoping van Claude Tolozan, die van 23 tot 26 februari 1801 plaatsvond bij veilinghuis Paillet in Parijs. Het werd op 6 juni 1808 door het Rijksmuseum voor 345 gulden gekocht op de boedelveiling van Gerrit van der Pot in Rotterdam.